# 山鹿市立千田小学校
山鹿市立千田小学校（やまがしりつ ちだしょうがっこう）は、かつて熊本県山鹿市鹿央町千田にあった公立の小学校。
2017年（平成29年）3月末をもって閉校し、山鹿市立めのだけ小学校に統合された。

## 概要
歴史
1874年（明治7年）創立の小学校および分校（千田・広）が1914年（大正3年）に統合。2017年（平成29年）に市立小学校4校の統合により閉校し、143年の歴史に幕を閉じた。
校訓・校章・校歌

## 沿革
- 1874年（明治7年） - 第十三番中学区の小学校として以下の小学校が創立。
  - 「公立千田小学校」（上千田分校・久野分校）
  - 「公立持松小学校」
  - 「公立広小学校」（下広分校）[2]
- 1887年（明治20年）- 上記3校（千田・持松・広）を以下のように統合。
  - 千田小学校および持松小学校を統合し「尋常千田小学校」とする。
  - 広小学校を「広支校」（分校）とする。
- 1889年（明治22年）4月1日 - 町村制施行により、山鹿郡3村（千田・持松・広）が合併の上、「千田村」が発足。
- 1892年（明治25年） - 「千田尋常小学校」および「広分校」に改称。
- 1896年（明治29年）4月1日 - 山鹿郡と山本郡が統合の上、鹿本郡となる。
- 1914年（大正3年） - 両校を統合の上、高等科を併置し、「千田大河尋常高等小学校」とする。
- 1921年（大正10年） - 「千田尋常高等小学校」と改称（「大河」を除去）。
- 1941年（昭和16年）4月1日 - 国民学校令施行により、「千田村千田国民学校」と改称。尋常科を初等科に改める。
- 1947年（昭和22年）- 学制改革が行われる（六・三制の実施）。
  - 4月1日 - 国民学校初等科は、新制小学校「千田村立千田小学校」と改称。
  - 4月 - 国民学校高等科は青年学校普通科とともに、新制中学校「鹿本郡米野岳村外二ヶ村中学校組合立 米野岳中学校」に統合。
- 1955年（昭和30年）7月1日 - 鹿本郡3村（米野岳・千田・山内）合併により、「鹿央村立千田小学校」と改称。
- 1965年（昭和40年）11月1日 - 町制施行により、「鹿央町立千田小学校」と改称。
- 2005年（平成17年）1月15日 - 山鹿市との合併により、「山鹿市立千田小学校」（最終名）と改称。
- 2017年（平成29年）
  - 3月5日 - 閉校式を挙行。
  - 3月31日 - 閉校。
  - 4月1日 - 山鹿市立小学校4校（米野岳・千田・山内・米田）の統合により、山鹿市立めのだけ小学校が開校。

閉校後
- 2024年（令和6年）4月 - 「YAMAGA BASE」（山鹿ベース）がオープン[3]。

## 交通アクセス
最寄りの幹線道路
- 熊本県道119号植木山鹿線